# Красна Горка (Бакалинський район)
Кра́сна Го́рка (рос. Красная Горка, башк. Красная Горка) — присілок у складі Бакалинського району Башкортостану, Росія. Входить до складу Староматинської сільської ради.
Населення — 28 осіб (2010; 35 у 2002).
Національний склад:
- кряшени — 80 %